# Audi S8
Pour les articles homonymes, voir S8.
L'Audi S8 est la version sportive de l'Audi A8. Elle est fabriquée par le constructeur automobile allemand Audi. La gamme S d'Audi concurrence la gamme M de BMW sur le marché des berlines sportives.

## S8 (Type D2, 1996-2002)
La première génération de S8 a été proposée sur le marché allemand de juillet 1996 à septembre 2002. Elle avait un moteur V8 de 4,2 litres et 250 kW (340 ch) - qui produisait 265 kW (360 ch) à partir de juin 1999 - et elle n'était disponible qu'avec la transmission intégrale permanente quattro avec un différentiel central Torsen.
Les options de transmission disponibles étaient soit une transmission automatique à cinq vitesses avec fonction Tiptronic, programme de changement de vitesse dynamique et programme sportif ou une transmission manuelle à 6 vitesses, ce qui rendait l'Audi S8 unique dans le segment des berlines luxueuse sportives. Au moment de son lancement, c'était la berline à quatre roues motrices la plus puissante au monde.

### Sécurité
L'Audi S8 propose plusieurs systèmes de sécurité :
- Système anti-blocage des roues avec répartiteur électronique de freinage, différentiel à glissement limité, antipatinage et correcteur électronique de trajectoire
- Airbags pour le conducteur et le passager avant, quatre airbags latéraux et le soi-disant sideguard, un airbag latéral pour la tête
- Carrosserie en aluminium Audi Space Frame (ASF) avec une rigidité accrue, une protection contre les chocs latéraux et des coussinets de protection dans les portes pour les côtes et le bassin
- Transmission intégrale permanente quattro

### Performances de conduite par rapport aux autres modèles sportif/luxueuse
Le moteur V8 de 250 kW de l'Audi S8 avait suffisamment de puissance pour prendre un dixième de seconde à la Porsche 993 Carrera 2 dans le sprint d'accélération jusqu'à 100 km/h. La variante avec le moteur V8 de 265 kW (360 ch) était même deux dixièmes de seconde plus rapide.
Les performances de conduite de sa concurrente directe, la Mercedes-Benz S 55 AMG de 265 kW (360 ch), dépassent d'une bonne seconde celles de l'Audi avec Tiptronic; dans une comparaison directe entre la S 55 AMG et l'Audi S8 à transmission manuelle, les deux sont à égalité. Lorsqu'AMG a installé un compresseur dans la S 55 AMG en 2002 - ce qui a augmenté la puissance à 368 kW (500 ch) et apporté un couple maximal de 700 Nm - elle a pu battre la limite de 5 secondes et était donc nettement plus rapide.
En plus de la S 55 AMG, il y avait une autre berline luxueuse sportive, l'Alpina B12, construite sur la base de la BMW Série 7 E38. Malgré son douze cylindres de plus de 5,6 litres (plus tard avec une cylindrée de 6 litres), elle n'a pas atteint les mêmes valeurs d'accélération, mais après la révision du modèle en 1999, elle était impressionnante avec une vitesse de pointe de plus de 291 km/h. Pendant longtemps, l'Alpina B12 a détenu le titre de berline de série la plus rapide au monde, ce qui la rendait encore plus exclusive que l'Audi S8, notamment en raison de son petit nombre d'unités.

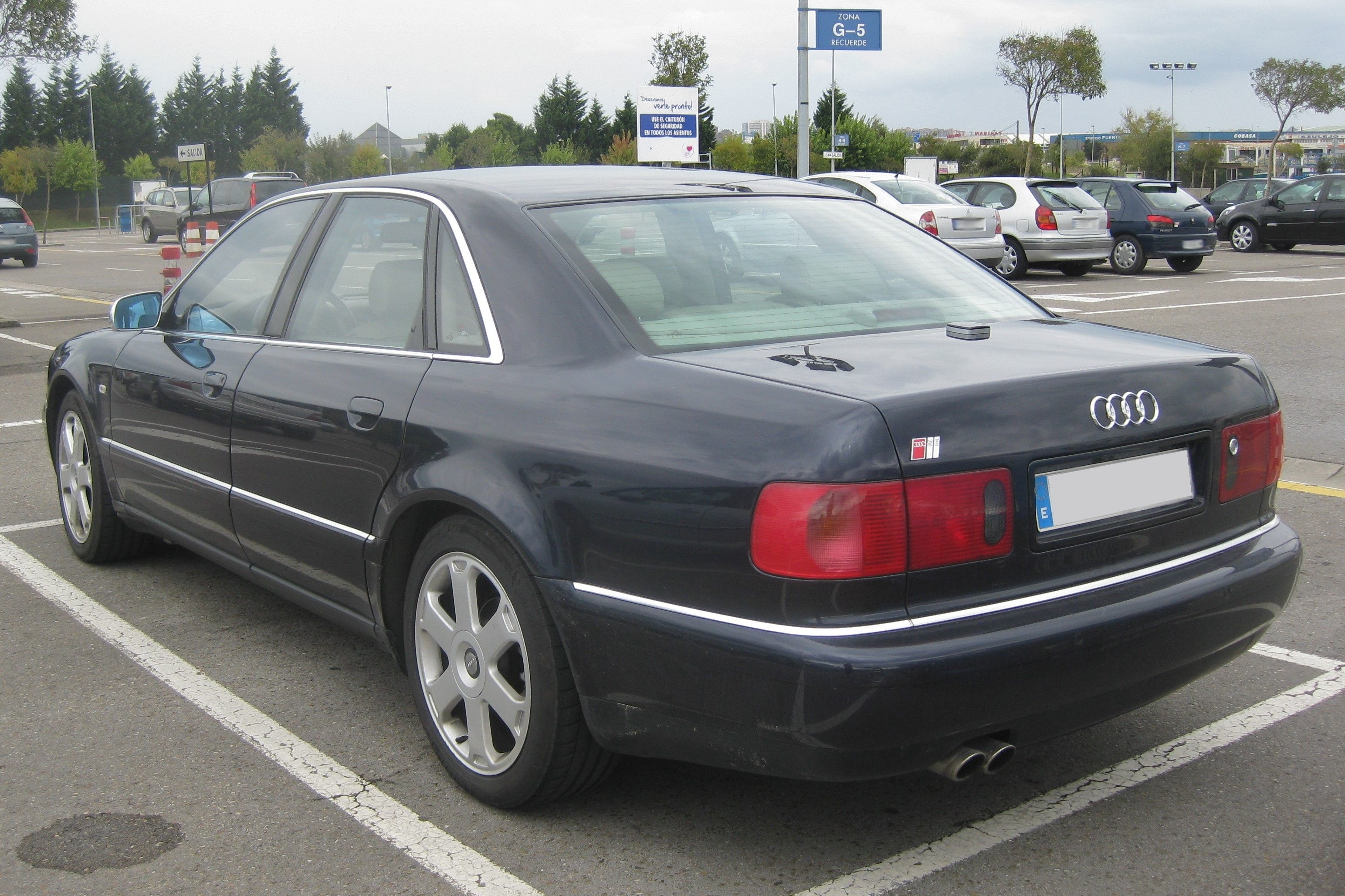
Vue arrière

## S8 (Type D3, 2006-2011)
La deuxième génération a été proposée sur le marché allemand entre mi-2006 et début 2011.
Version sportive de l'Audi A8 (proposée à 111 850 €), l'Audi S8 est équipée d'un moteur V10 développant 450 ch (331 kW) à 7 000 tr/min et un couple de 540 N m disponible entre 3 000 tr/min et 4 000 tr/min pour une consommation de 13,2 L/100 km. Le développement de la puissance a été conçu pour une puissance en traction. Contrairement aux rumeurs, le V10 de 5,2 litres de la S8 est un nouveau développement exclusif basé sur le moteur V8 FSI d'Audi (pas le moteur de la RS4 B7, mais le moteur V8 FSI normal) et non basé sur le moteur V10 de 5,0 litres de la Lamborghini Gallardo construite jusqu'en 2008. Le moteur de cette S8 est également installé dans une version aux performances améliorées dans l'actuelle Lamborghini Gallardo LP 560-4, qui est en production depuis 2008.
Côté design, il n'y a pas beaucoup de différences : des jantes en alliage coulé de 20 pouces plus sportives, les rétroviseurs extérieurs avec un aspect aluminium intégrant le répétiteur de clignotant, des entrées d’air en nid d'abeille supplémentaires à l’avant, un pare-chocs avant plus prononcé, la calandre à cadre unique avec entretoises verticales chromées, quatre sorties d'échappement et un becquet arrière intégré sur le couvercle du coffre comme signe distinctif de sa ligne sportive.
L'équipement de série comprend un volant sport multifonction en cuir, climatisation, régulateur de vitesse, sièges avant à réglage électrique, entrée sans clé avec bouton poussoir pour le démarrage, double vitrage, chauffage pour les sièges avant et arrière, un système de navigation DVD, un système de son surround avec lecteur CD, ainsi qu'un revêtement en cuir pour les sièges, la console centrale et les accoudoirs de porte. Également de série, le concept d'éclairage « Adaptive Light » pour les phares avec phares au xénon, fonction d'éclairage dans les virages et feux de jour à LED à basse consommation.

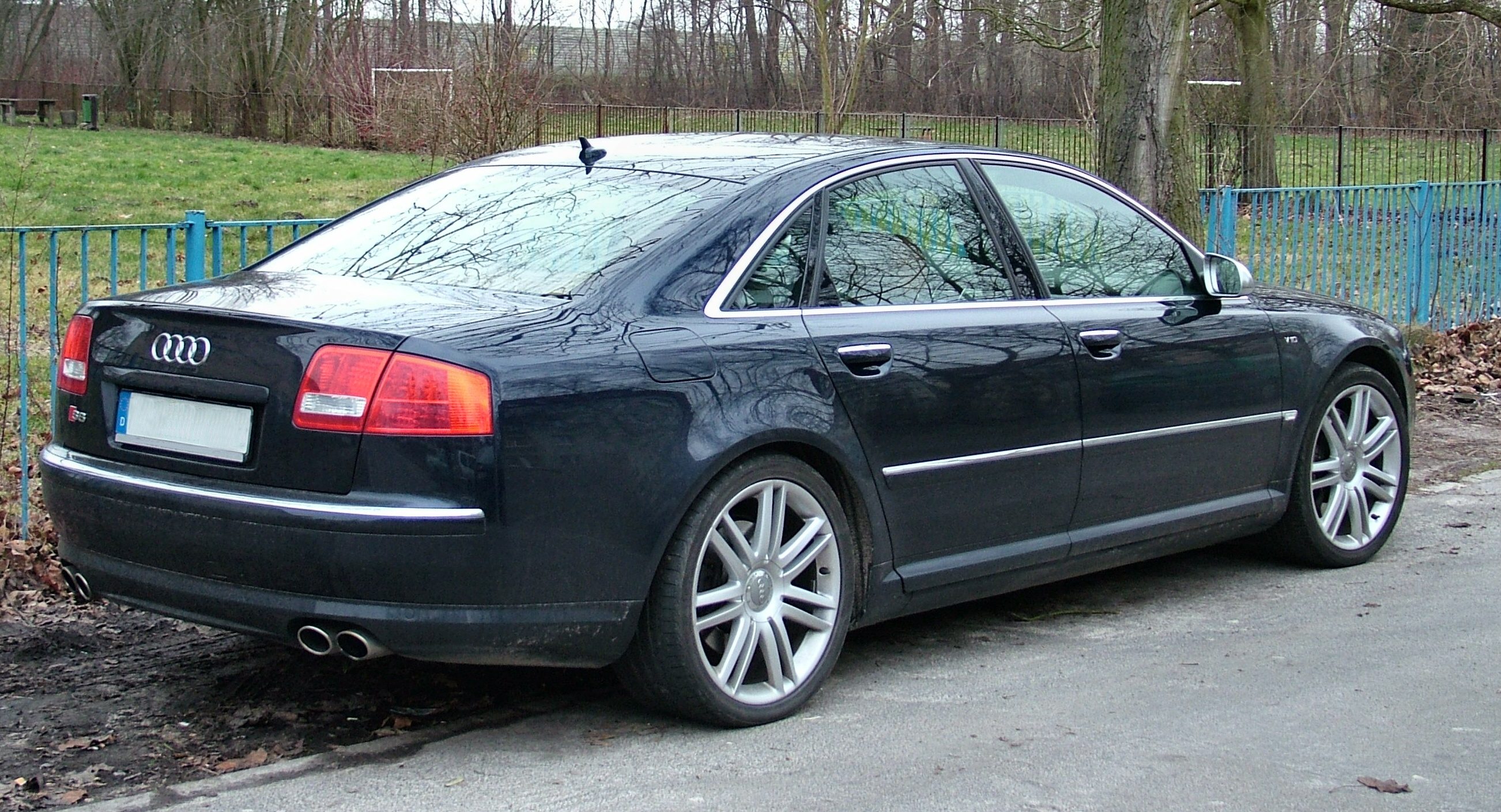
Vue arrière
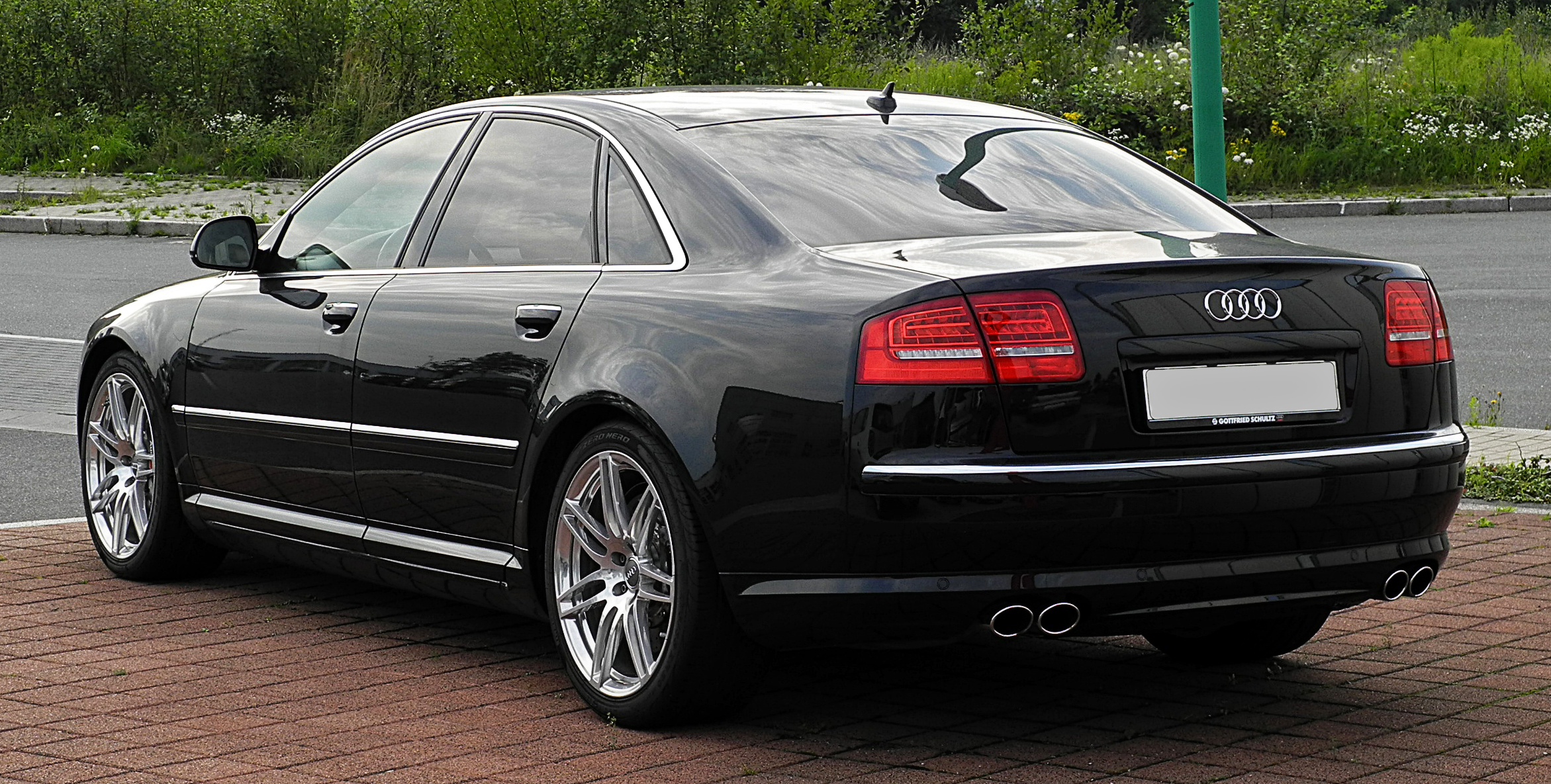
Audi S8 (2008–2011)
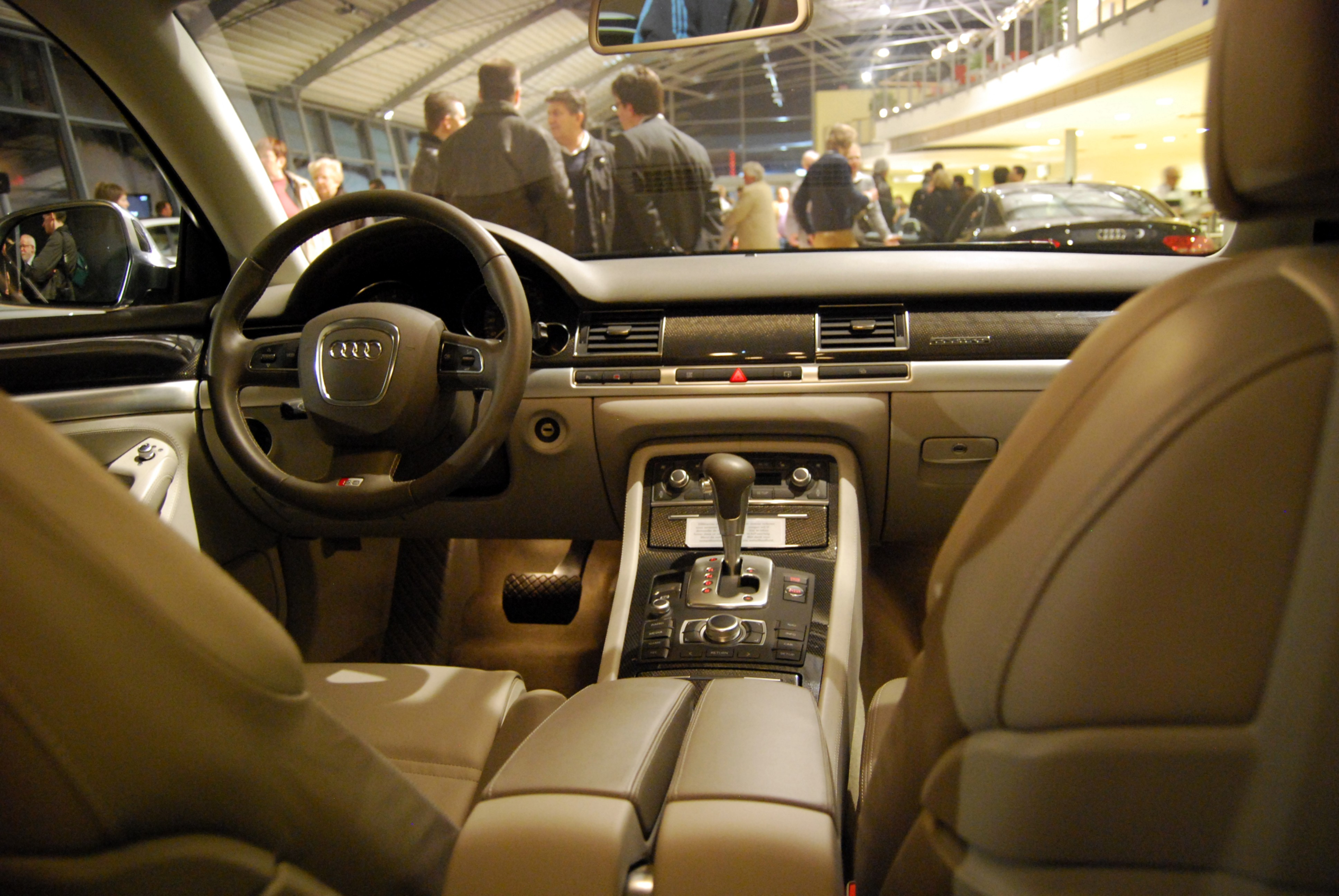
Tableau de bord (2009)

## S8 (Type D4, 2012-2017)
En septembre 2011, la troisième génération de l'Audi S8 a été présentée au Salon de l'automobile de Francfort, elle a été mise en vente en avril 2012.
Au lieu d'un moteur atmosphérique V10 comme dans la prédécesseur, la quatrième génération de la limousine sportive haut de gamme d'Audi est dotée du moteur essence V8 TFSI avec turbocompresseur de 4.0 L que l'on retrouve aussi sous le capot des S6, RS6, S7 et RS7, il développe 520 ch (382 kW; 331 kW auparavant) à 5 800 tr/min et un couple de 650 N m (540 N m auparavant) à 5 500 tr/min - cela est dû à la charge à un stade assez précoce. Les jantes en alliage de 20 pouces sont chaussées de pneus en taille 265/40 R 20 et abritent des étriers de freins de 400 mm à l'avant et 365 mm à l'arrière. Les performances de conduite se sont également améliorées par rapport à sa devancière : la nouvelle Audi S8, équipée de la boite Tiptronic à 8 rapports, a besoin de 4,2 secondes pour passer de 0 à 100 km/h et la vitesse de pointe est limitée électroniquement à 250 km/h. La désactivation des cylindres dans la plage de charge partielle vise à réduire la consommation de carburant et les émissions de polluants, Audi indique une consommation mixte de 10,1 l/100 km avec de l'essence Super ainsi que des rejets de 235 g de CO2, ce qui restent très raisonnables pour une voiture de ce niveau de performance. Le seul modèle comparable avec une consommation similaire est la Mercedes-Benz S 63 AMG de 430 kW (entre 10,1 et 10,3 l/100 km avec de l'essence Super Plus). Les autres modèles comparables à l'Audi S8 sont : la Porsche Panamera Turbo S (V8 de 4,8 l et 405 kW), la Jaguar XJ 5.0 V8 Supersport (V8 de 5,0 l et 375 kW) et la BMW 750i (V8 de 4,4 litres et 331 kW).
Le prix de base est quant à lui de 132 300 € (tarif 2013).
En 2015, Audi annonce une S8 Plus affichant 605 ch au prix de 168 300 euros.

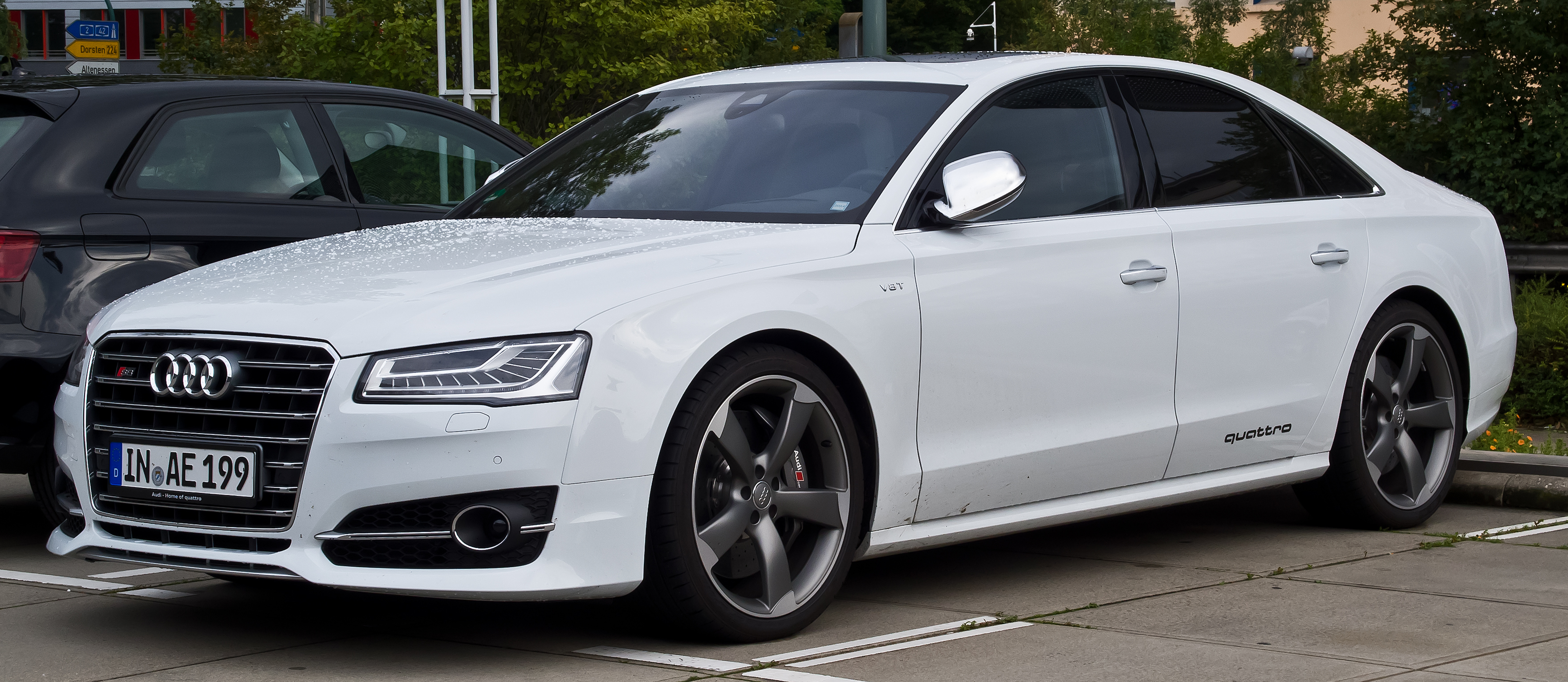
Audi S8 (2013–2017)
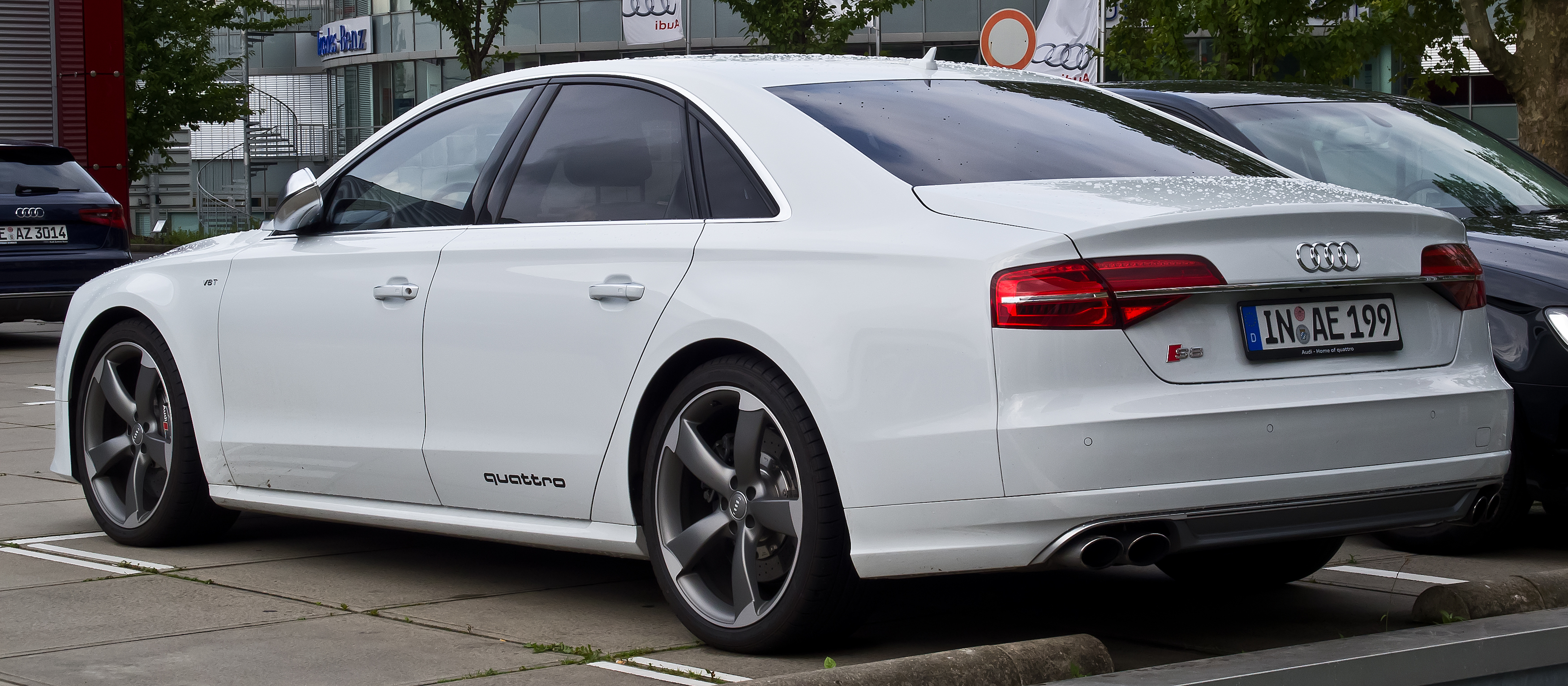
Vue arrière
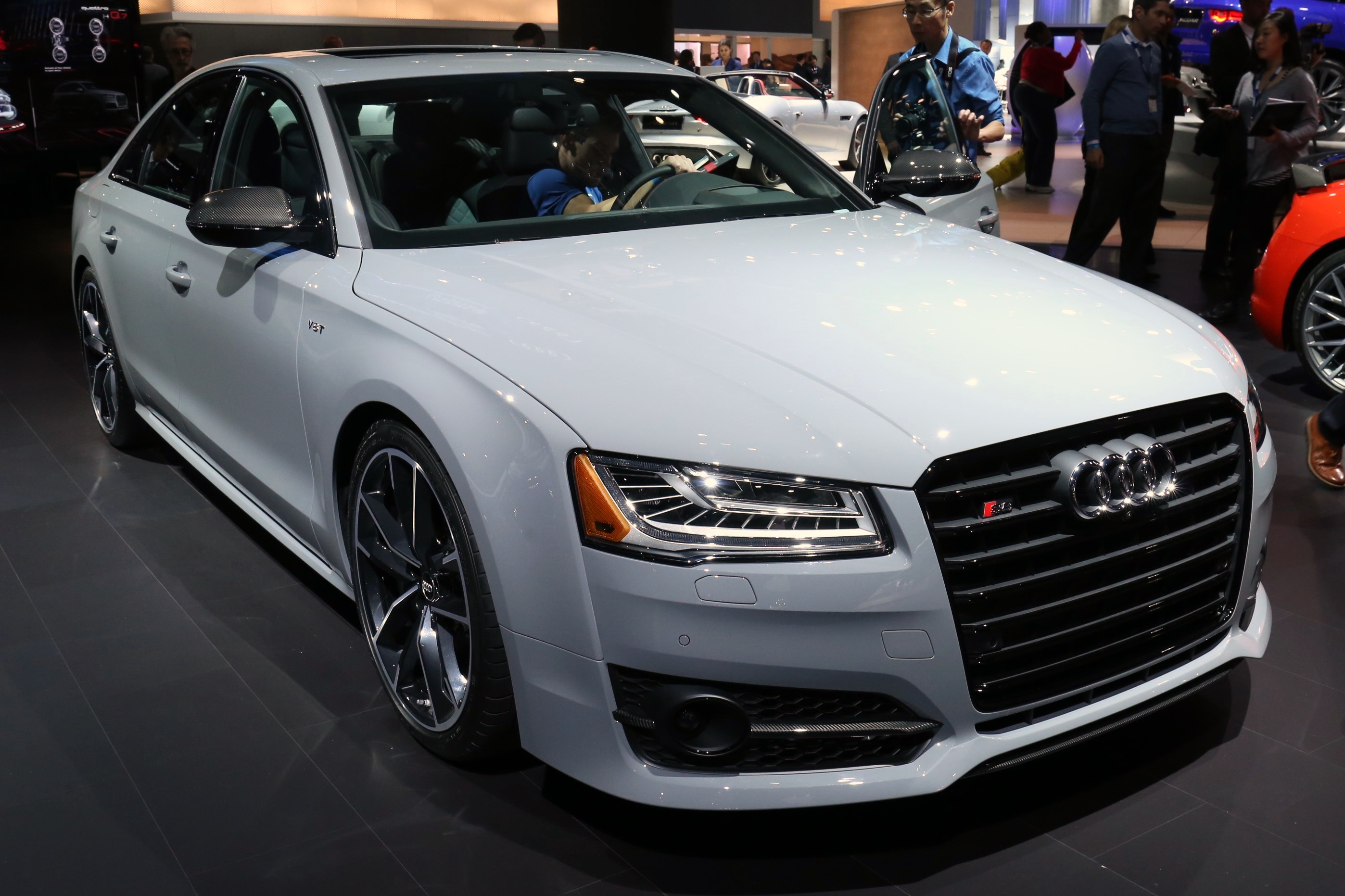
Audi S8 Plus (2015–2017) avec inserts de clignotants orange pour le marché américain
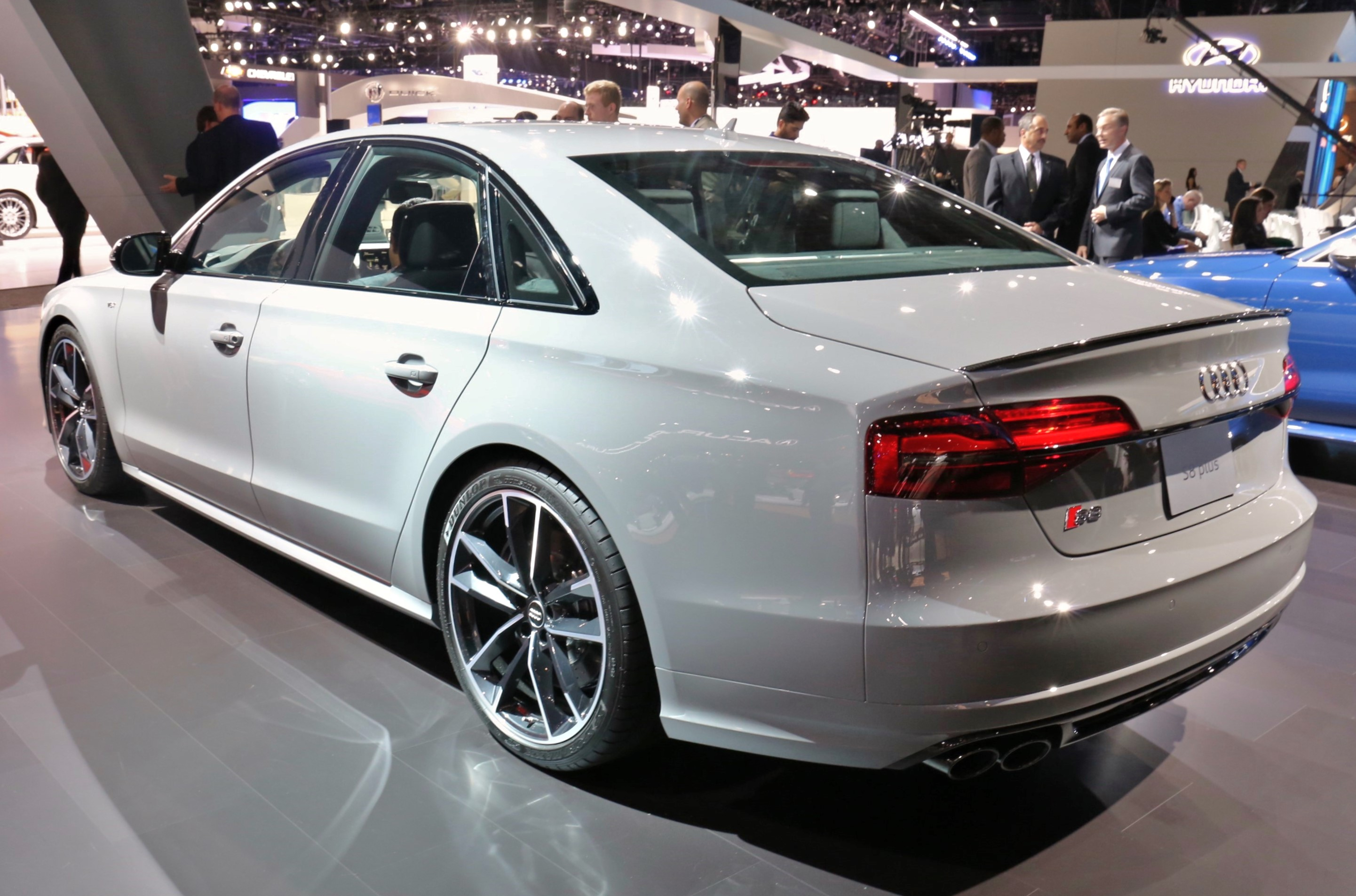
Vue arrière

## S8 (Type D5, depuis 2019)
En juillet 2019, Audi dévoile sa nouvelle S8 basée sur la 4e génération d'A8. Elle est équipée d'un moteur essence V8 biturbo de 4,0 L qui revendique une puissance de 571 chevaux (420 kW). Elle est équipée d'une transmission intégrale Quattro ainsi que 4 roues directrices.
Le bloc essence possède un couple de 800 N m. Il est équipé d'une micro hybridation de type 48 volts ayant pour objectif une réduction de la consommation et des émission de CO2. Il est également équipé d'un système de désactivation des cylindres. Elle proposera en option un système de freinage muni de freins carbone céramiques.
À l'extérieur, elle est dotée d'une quadruple sortie d'échappement. Elle intronise l'assistant vocal Alexa.
Une version révisée a été présentée en novembre 2021.

### Caractéristiques techniques
|                              | V8 4.0 571                         |                                    |
| Moteur                       | V8                                 |                                    |
| Alimentation                 | Bi-turbocompressé                  |                                    |
| Cylindrée                    | 3996 cm3                           |                                    |
| Puissance maxi               | 571 ch                             |                                    |
| Couple maxi                  | 800 N m                            |                                    |
| Norme environnementale       | Euro 6d Temp                       | Euro 6d Temp                       |
| Boîte de vitesses            | Automatique Tiptronic à 8 rapports | Automatique Tiptronic à 8 rapports |
| Vitesse maxi (en km/h)       |                                    |                                    |
| 0-100 km/h (en s)            |                                    |                                    |
| Consommation (en L/100 km)   |                                    |                                    |
| Émissions de CO2 (en g/km)   |                                    |                                    |
| Capacité du réservoir (en L) |                                    |                                    |
| Masse à vide (kg EU)         |                                    |                                    |

## Au cinéma
- Dans Taken de Pierre Morel sorti en 2008, l'ex-agent secret Bryan Mills (Liam Neeson) conduit à tombeau ouvert une Audi S8 D3 grise en sens inverse sur les berges de la Seine pour tenter de rattraper le bateau dans lequel a été enlevée sa fille Kim (Maggie Grace), en utilisant le mode séquentiel de la boîte de vitesses, le réalisateur donnant dans cette scène la priorité à la sonorité du V10.
- Dans le film Ronin sorti en 1998, Robert De Niro et son équipe roulent dans une Audi S8 D2.
- Dans le film Le Transporteur : Héritage (sorti en 2015), Ed Skrein (Frank Martin) conduit une Audi S8 D4.
- Dans le film From Paris with Love, John Travolta et son chauffeur roulent dans une S8 D3 à tombeau ouvert dans une course poursuite sur autoroute.